# Gilles Brassard

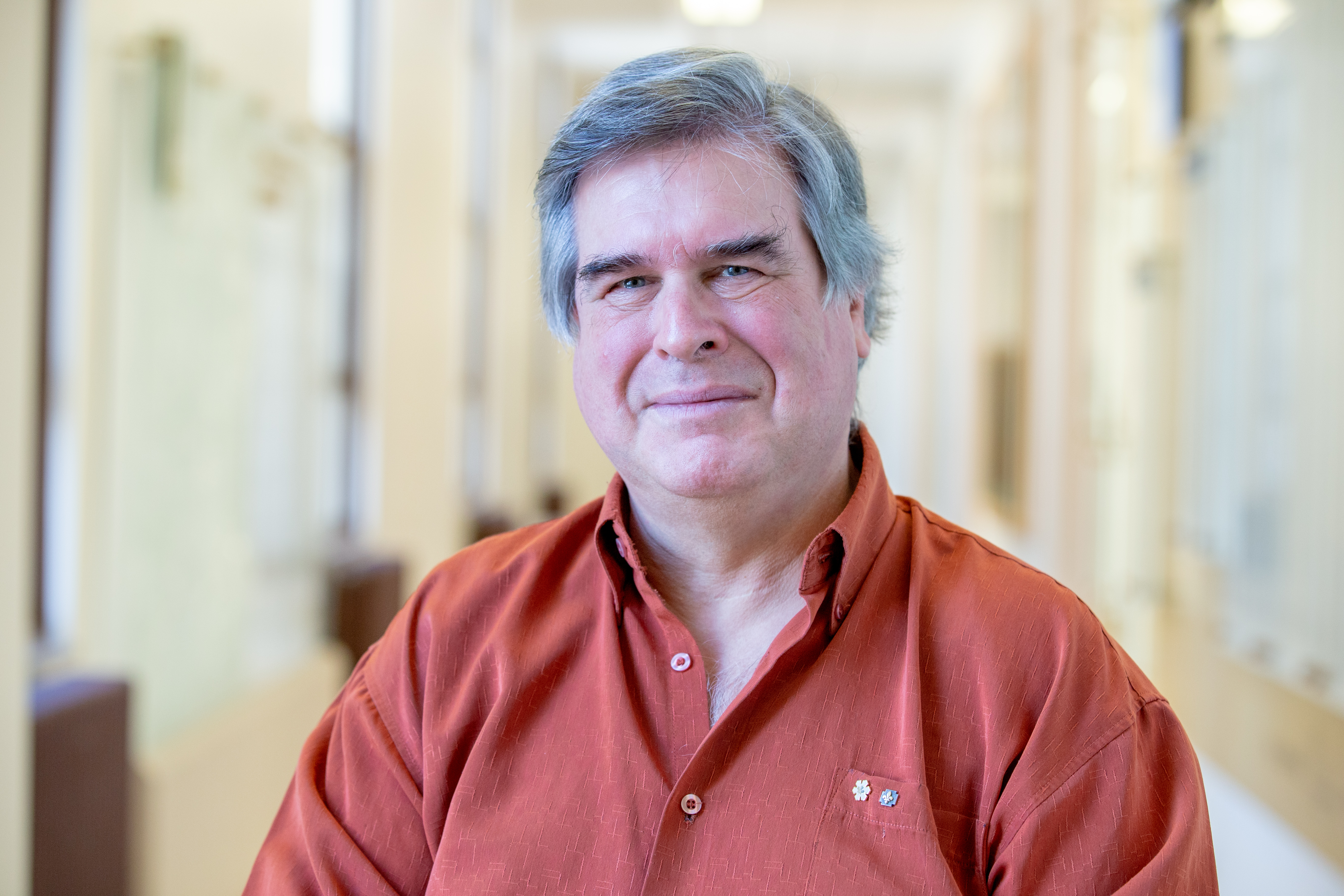
Gilles Brassard (2019)

Gilles Brassard (* 1955 in Montreal) ist ein kanadischer Informatiker und theoretischer Physiker, der sich mit Quanteninformationstheorie befasst.

## Leben
Brassard studierte an der Universität Montreal (Master-Abschluss 1975) und promovierte 1979 bei John E. Hopcroft an der Cornell University in theoretischer Informatik (genauer über Kryptographie). Danach war er an der Universität Montreal, wo er seit 1988 Professor ist.
Brassard war 1993 mit William Wootters, Asher Peres, Charles H. Bennett, Claude Crépeau und Richard Jozsa 1993 einer der Mitentdecker der Quantenteleportation und für Arbeiten zur Quantenkryptographie bekannt (BB84-Protokoll mit Charles H. Bennett 1984, das erste Quantenkryptographie-Protokoll, entwickelt am IBM Thomas J. Watson Research Center bei New York). Außerdem arbeitete er über klassische Simulation von Quantenverschränkung (Quanten-Pseudo-Telepathie).
Seit 1996 ist er Mitglied der kanadischen Akademie der Wissenschaften, der Royal Society of Canada. 2000 erhielt er den Prix Marie Victorin und wurde 2002 Fellow des Institut Canadien de Recherche Avancée (ICRA). 2011 wurde er als auswärtiges Mitglied in die Academia Europaea aufgenommen. 2009 wurde er mit der Gerhard Herzberg Canada Gold Medal for Science and Engineering ausgezeichnet. 2013 wurde er Mitglied der Royal Society. 2018 erhielt er den Wolf-Preis für Physik und 2019 den BBVA Frontiers of Knowledge Award. 2021 wurde Brassard in die National Academy of Sciences gewählt. Für 2023 wurde ihm der Breakthrough Prize in Fundamental Physics zugesprochen. Ebenfalls 2023 wurde ihm der Eduard-Rhein-Preis für Technologie zugesprochen.